# Laboe

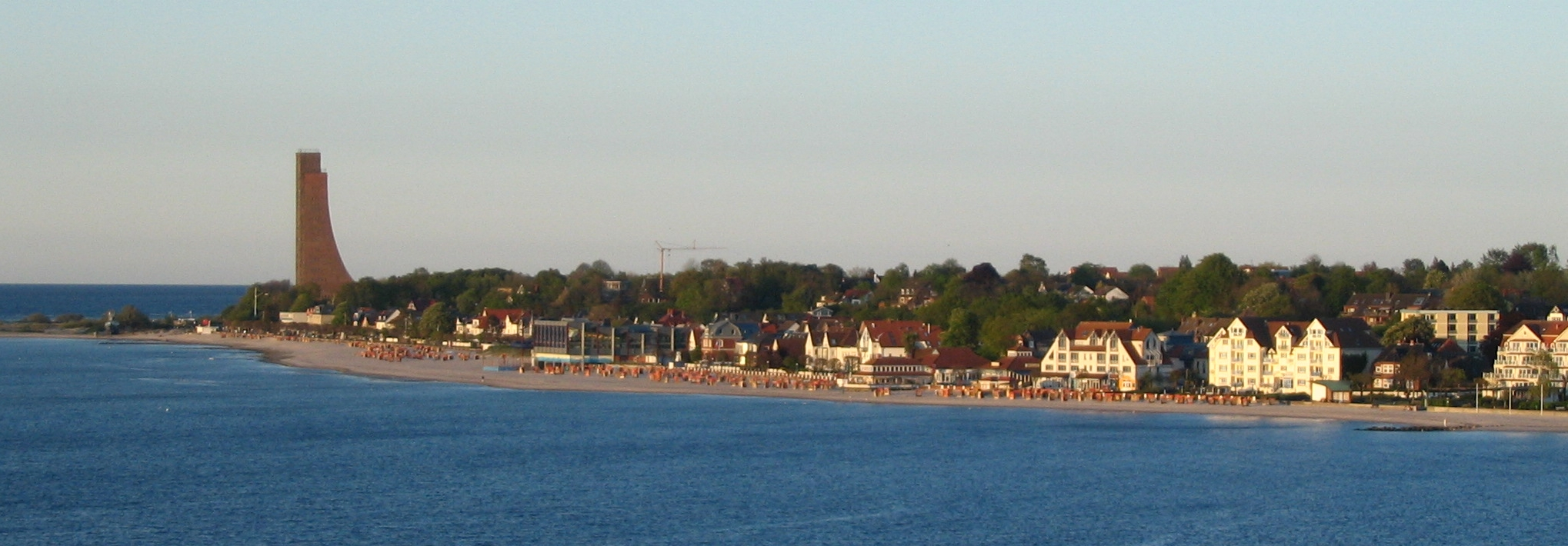
Laboe en strand

Laboe is een gemeente in de Duitse deelstaat Sleeswijk-Holstein, en maakt deel uit van de Kreis Plön.
Laboe telt 5.150 inwoners.

## Marinemonument en U 995

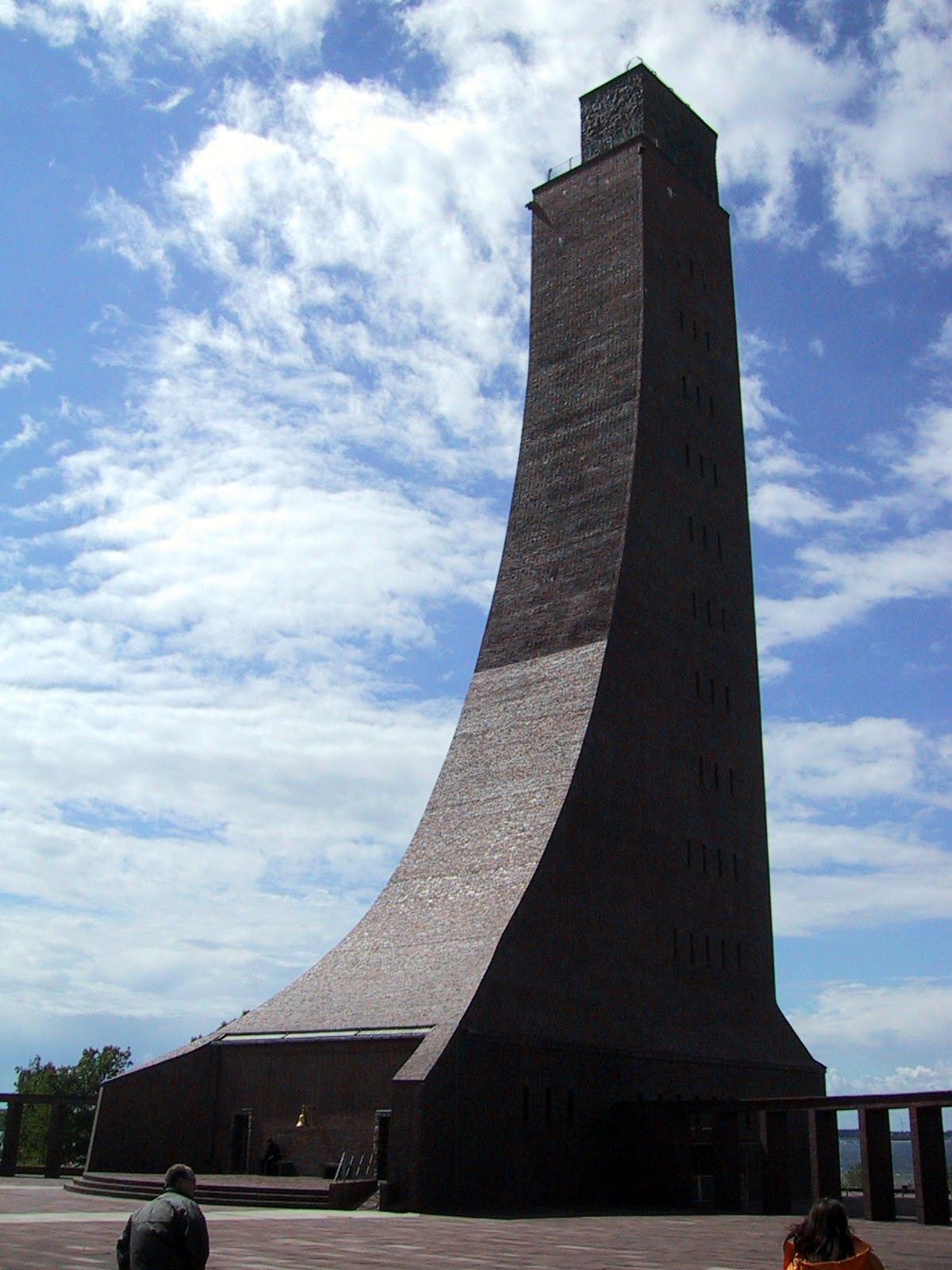
marinemonument

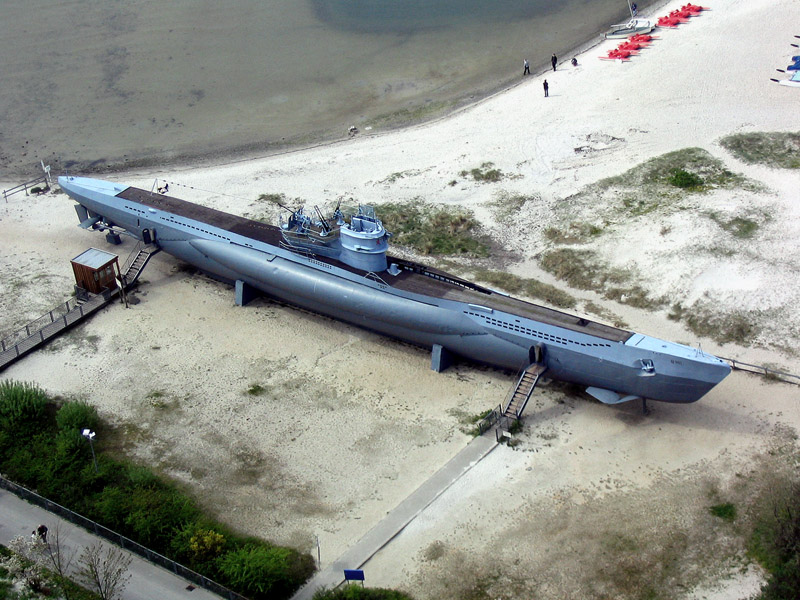
U 995

In Laboe is een marinemonument opgericht ter nagedachtenis aan de gevallen zeelieden in de twee wereldoorlogen.
De eerste steen van de 72 m hoge toren werd gelegd op 8 augustus 1927 door Admiraal Reinhard Scheer.
Aan de bouw van het herdenkingsmonument lag een besluit ten grondslag van de vergadering van afgevaardigden van de Duitse Marinebond van 6 juli 1925.
Het initiatief voor de bouw van het monument kwam van Wilhelm Lammertz (Keizerlijke Marine).
Als ontwerp werd dat van architect Munzer uit Düsseldorf gekozen.
Het monument omvat behalve de toren nog een ondergrondse herdenkingszaal, een geschiedeniszaal met talrijke scheepsmodellen en andere objecten uit de historie van marine en scheepvaart alsmede een open terrein van 7000 vierkante meter.
Het complex is in totaal 5,7 hectare groot.
Het expressionistische bouwwerk heeft circa 700.000 Reichsmark gekost, voornamelijk uit giften van leden van de marineverenigingen en de vereniging van marineofficiers.
Bij het monument is de U-boot U 995 tentoongesteld. Ook kan in Laboe een schroef van de zware kruiser Prinz Eugen bezichtigd worden.
Ascheberg (Holstein) ·
Barmissen ·
Barsbek ·
Behrensdorf ·
Belau  ·
Bendfeld ·
Blekendorf ·
Boksee ·
Bönebüttel ·
Bösdorf ·
Bothkamp ·
Brodersdorf ·
Dannau ·
Dersau ·
Dobersdorf ·
Dörnick ·
Fahren ·
Fargau-Pratjau ·
Fiefbergen ·
Giekau ·
Grebin ·
Großbarkau ·
Großharrie ·
Heikendorf ·
Helmstorf ·
Högsdorf ·
Hohenfelde ·
Höhndorf ·
Hohwacht ·
Honigsee ·
Kalübbe ·
Kirchbarkau ·
Kirchnüchel ·
Klamp ·
Klein Barkau ·
Kletkamp ·
Köhn ·
Krokau ·
Krummbek ·
Kühren ·
Laboe ·
Lammershagen ·
Lebrade ·
Lehmkuhlen ·
Löptin ·
Lütjenburg ·
Lutterbek ·
Martensrade ·
Mönkeberg ·
Mucheln ·
Nehmten ·
Nettelsee ·
Panker ·
Passade ·
Plön ·
Pohnsdorf ·
Postfeld ·
Prasdorf ·
Preetz ·
Probsteierhagen ·
Rantzau (gemeente) ·
Rastorf ·
Rathjensdorf ·
Rendswühren ·
Ruhwinkel ·
Schellhorn ·
Schillsdorf ·
Schlesen ·
Schönberg (Holstein) ·
Schönkirchen ·
Schwartbuck ·
Schwentinental ·
Selent ·
Stakendorf ·
Stein ·
Stolpe ·
Stoltenberg ·
Tasdorf ·
Tröndel ·
Wahlstorf ·
Wankendorf ·
Warnau ·
Wendtorf ·
Wisch ·
Wittmoldt